# Franz Kullak
Franz Kullak (Berlino, 12 aprile 1844 – Berlino, 9 dicembre 1913) è stato un pianista e compositore tedesco.
Era figlio di Theodor Kullak, il fondatore dello "Stern", il Conservatorio di Berlino, e della nuova Accademia d'arte musicale, scuola nella quale Franz studiò composizione e pianoforte.